# ファウズィー・アッ＝シェハリー
ファウズィー・アッ＝シェハリー（Fawzi Al-Shehri、1980年5月15日 - ）は、サウジアラビアの元サッカー選手。元サウジアラビア代表。ポジションはディフェンダー。

## 来歴
2000年にサウジアラビア代表デビュー。AFCアジアカップ2000に出場し、準優勝した。2002 FIFAワールドカップのメンバーにも選ばれ、2試合に出場した。サウジアラビア代表で通算10試合に出場した。

## 代表歴

### 出場大会
- サウジアラビア代表
  - 2002 FIFAワールドカップ

### 試合数
- 国際Aマッチ 10試合 0得点（2000年-2002年）[1]

| サウジアラビア代表 | 国際Aマッチ | 国際Aマッチ |
| 年                 | 出場        | 得点        |
| ------------------ | ----------- | ----------- |
| 2000               | 6           | 0           |
| 2001               | 1           | 0           |
| 2002               | 3           | 0           |
| 通算               | 10          | 0           |